# Аблетт, Уильям Альберт
Уильям Альберт (Альбер) Аблетт (англ. William Albert Ablett; 9 июля 1877, Париж — 25 апреля 1936, Париж) — французский художник, дизайнер и гравёр английского происхождения. Он наиболее известен своими женскими портретами.

## Биография
Уильям Альберт Аблетт родился 9 июля 1877 года в Париже. Его отец, Уильям Джеймс Аблетт (1843—1909), был президентом представительства Британской торговой палаты во Франции. В 1897 году он поступил в Высшую школу изящных искусств в качестве иностранного студента.
Он учился у Жана-Леона Жерома и Альбера Обле, который также стал его другом. В 1900 году он был удостоен второй премии за рисунки с натуры в Парижском салоне. В 1905 году он был награждён серебряной медалью на Всемирной выставке в Льеже.
В 1907 году он стал членом Cercle de l'Union artistique. С 1910 по 1936 год он был постоянным участником выставок Национального общества изобразительных искусств, представляя в основном портреты и жанровые сцены.
Он начал работать с гравюрами в начале 1920-х годов, в основном иллюстрируя журналы и рецензии. Многие из его работ представляли собой женские фигуры, связанные с модой и декоративным искусством, выполненные в виде цветных офортов.
В 1930 году он был награждён кавалером ордена Почётного легиона. Он также был избран членом Королевской академии художеств.
В следующем году его дочь, Мари-Жермен Абле, вышла замуж за архитектора Луи Обле, сына его бывшего учителя и старого друга Альбера Обле.
24 апреля 1936 года, он получил смертельную травму в автомобильной аварии на аллее возле Булонского леса и умер на следующее утро в больнице Божон.

## Дальнейшее чтение
- Emmanuel Bénézit, Benezit Dictionary of Artists, Vol.1, Gründ, 1924 Online
- Stephen Bury, Dictionary of British Graphic Artists and Illustrators, Oxford University Press, 2012 ISBN 978-0-19-992305-2 Online